# Tătulești
Tătulești es una comuna ubicada en el distrito de Olt, Rumania.

## Superficie
Posee una superficie de 44,94 kilómetros cuadrados.

## Demografía
Hasta 2021 la población era de 986 habitantes, con una densidad de población de 21,94 habitantes por kilómetro cuadrado.